# Lessertia perennans
Lessertia perennans är en ärtväxtart som beskrevs av Dc. Lessertia perennans ingår i släktet Lessertia och familjen ärtväxter. Inga underarter finns listade i Catalogue of Life.